# Universidad de California en Irvine
La Universidad de California en Irvine es una universidad pública estadounidense localizada en Irvine, California. Es una de las diez instituciones pertenecientes a la red de la Universidad de California y es, habitualmente, conocida como UCI o UC Irvine. Su nombre procede de la Irvine Company que donó el terreno donde se enclava la universidad y que también diseñó la población colindante.
UCI es la tercera mejor universidad pública del estado después de UCLA y UC Berkeley. Debido a su actividad en los campos de la investigación y al gran número de empleados en su haber, la institución es reconocida como una fuente importante en el Condado de Orange.

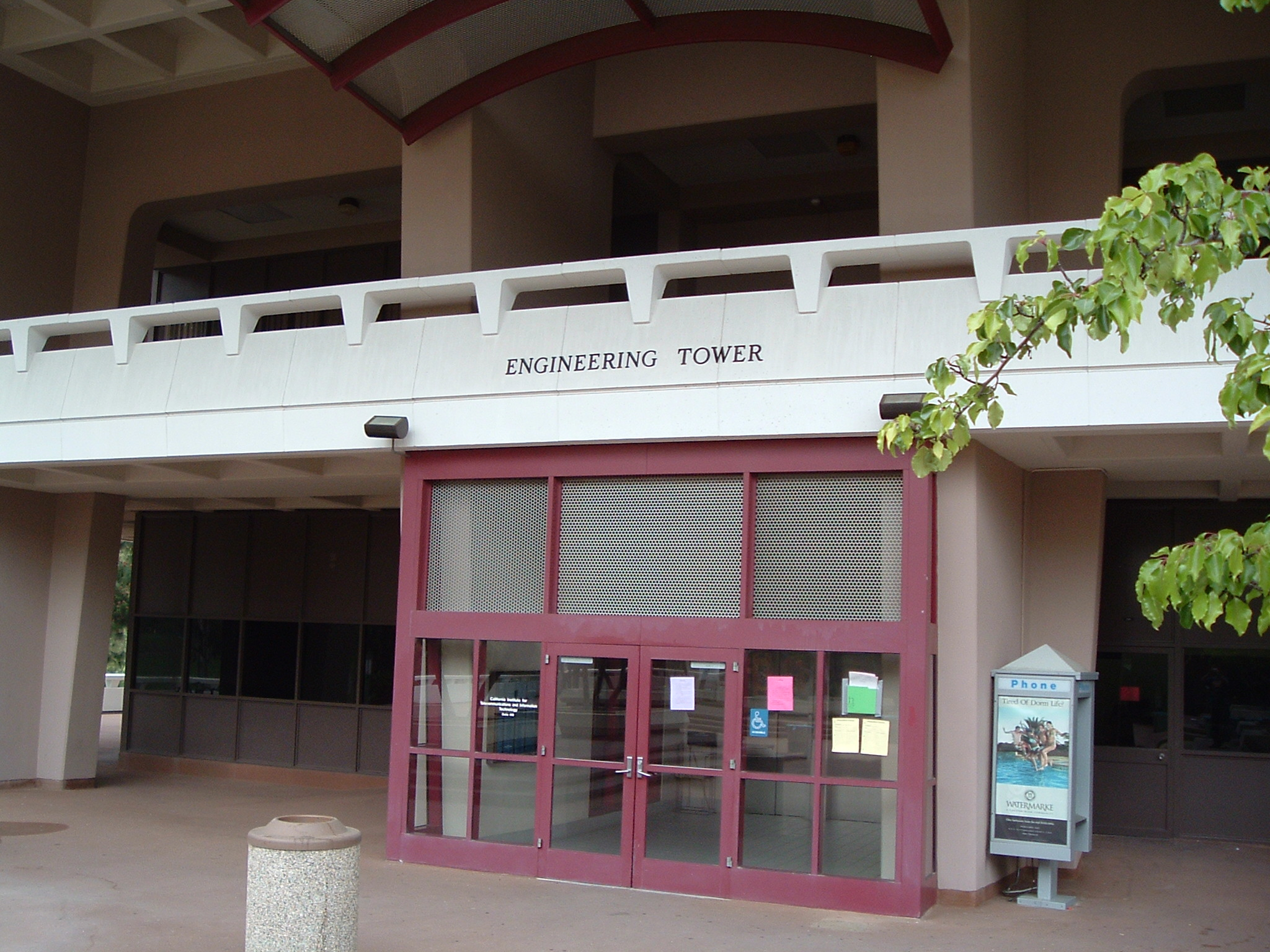
Entrada a la Engineering Tower en UC Irvine.

## Historia
La Universidad de California en Irvine fue uno de los tres nuevos campus creados en los años 60 por el Máster Plan de California para Educación Superior junto los campus de San Diego y Santa Cruz. Durante los años 50, la Universidad de California vio una necesidad latente para poder dar cabida al gran número de veteranos de guerra de la Segunda Guerra Mundial y el posterior baby boom. Uno de estos nuevos campus debía estar localizado en el área de Los Ángeles; Así, Irvine fue la localización seleccionada, una zona que destacaba principalmente por su orientación a la agricultura. Esta localización fue escogida para dar soporte a la gran crecida en la población de la comarca.

A diferencia de la mayoría del resto de campus de las Universidades de California, UCI no fue nombrada en honor a la ciudad donde fue edificada, ya que en el momento de la edificación, la actual ciudad de Irvine no existía como tal. El nombre de Irvine es en referencia a James Irvine, el terrateniente que administraba el Rancho Irvine. En 1960, la compañía Irvine vendió 1000 acres del Rancho Irvine a UCI por la testimonial cantidad de 1 dólar, ya que no fue permitida la donación de la parcela. La UCI adquirió otros 510 acres en 1964 para seguir con su evolución y expansión. La mayoría de las tierras que no fueron adquiridas por UCI pertenecen a la Compañía Irvine hoy en día. Durante este tiempo, la UCI también contrataron a William Pereira y Asociados como Planificadores Maestros del área del Rancho Irvine. Poco después de que la UCI fuera inaugurada en 1965, fue fundada la ciudad de Irvine entre 1971 y 1975.

## Campus

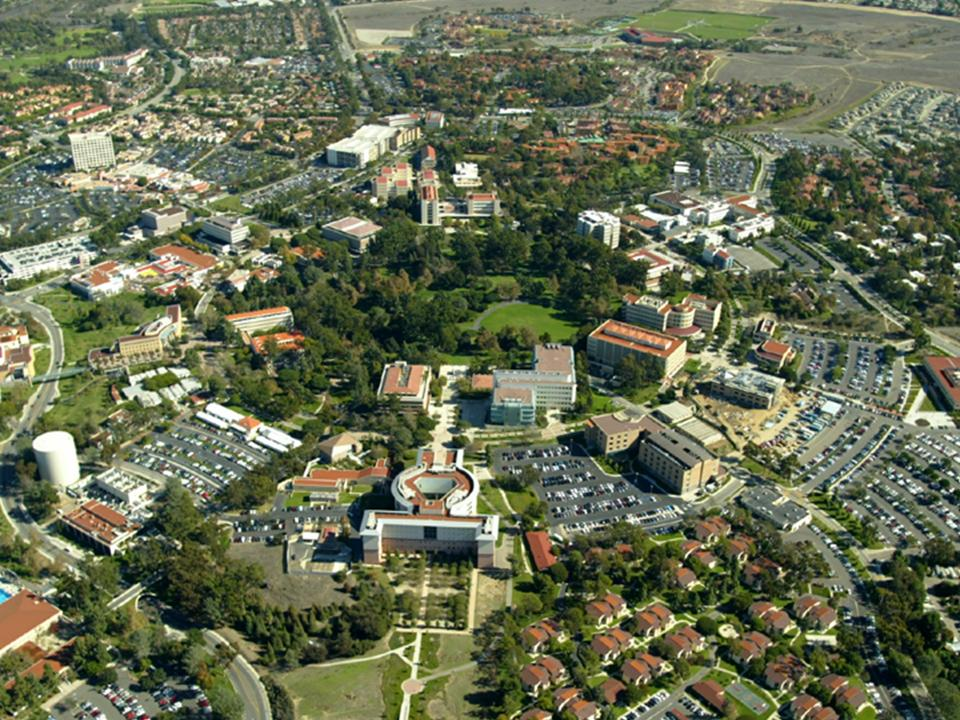
Vista aérea del Campus y Universidad

El diseño del campus central de la UCI se asemeja a un tosco círculo con el Parque Aldrich en su centro (anteriormente conocido como Central Park), rodeado por el centro comercial Ring Mall y edificios en torno a la carretera de circunvalación. Para enfatizar aún más el diseño, las zonas académicas están ubicadas en relación con el centro del campus, de forma que las escuelas de pregrado están más cerca del centro que las escuelas de postgrado.
El Parque Aldrich se plantó con más de 11.120 árboles (hay más de 24.000 árboles en todo el campus), incluyendo 33 especies de eucalipto. En 1990 se plantaron dos árboles simbólicos, uno para el Día del Árbol y el segundo para el excanciller Daniel Aldrich que había muerto ese año. En el primer aniversario de la tragedia del 11S, el canciller plantó un árbol de laurel en memoria de los héroes y las víctimas de los sucesos del 11 de septiembre de 2001. El árbol en sí era un regalo de la Asamblea del Personal de la UCI. El Parque Aldrich es el lugar donde se celebra el "Wayzgoose", un festival estudiantil medieval que se celebra cada año. También es sede de muchas actividades extracurriculares.
El centro comercial Ring Mall es el camino peatonal más utilizado por los estudiantes y profesores para moverse alrededor del campus central. La carretera mide una milla y rodea completamente el Parque Aldrich. La mayoría de las escuelas y las bibliotecas están rodeadas por este camino y cada una de las escuelas tiene su propia plaza central, que también se conecta con el Parque Aldrich.
Otras áreas de la universidad fuera del campus central, tales como la Escuela de Artes están conectadas por cuatro puentes peatonales. Fuera del campus principal y los puentes, el diseño del campus es más suburbano.

## Admisión
Todo candidato que aspire a ser admitido en la UCI, tiene el requerimiento de pasar un proceso de admisión en el cual según recientes estadísticas se acepta al 26.6% de los candidatos. Así, los candidatos deben llevar a cabo el examen SAT en el cual la puntuación media de los alumnos es de 1380 por 1600. En este examen, en cuanto a la sección de matemáticas, un 25% de los candidatos han presentado una calificación de 790 y el 75% ha obtenido una calificación superior a 650. Por otra parte en lo referente a la sección de redacción, el 25% han presentado una cualificación superior a 720 y el 75% de los candidatos han obtenido una puntuación mayor a 600.